# Trophy Eyes
I Trophy Eyes sono un gruppo musicale australiano formatosi nella Città di Newcastle nel 2013. Sono sotto contratto con la Hopeless Records, con la quale hanno pubblicato quattro album.

## Stile musicale
Lo stile musicale dei Trophy Eyes oscilla tra un pop punk "estremo", tendente al melodic hardcore, e un punk rock più potente.

## Formazione

### Formazione attuale
- John Floreani – voce (2013–presente)
- Jeremy Winchester – basso, sassofono, cori (2013–presente)
- Blake Caruso – batteria (2017–presente)

### Ex componenti
- Callum Cramp – batteria (2013–2017)
- Kevin Cross – chitarra ritmica (2013–2019)
- Andrew Hallett – chitarra solista (2013–2023)

## Discografia

### Album in studio
- 2014 – Mend, Move On
- 2016 – Chemical Miracle
- 2018 – The American Dream
- 2023 – Suicide and Sunshine

### EP
- 2013 – Everything Goes Away

### Demo
- 2013 – Demo 2013

### Singoli
- 2014 – Hourglass
- 2014 – Bandaid
- 2014 – In Return
- 2014 – White Curtains
- 2014 – Penfold State Forest
- 2015 – Tired Hearts
- 2016 – Chlorine
- 2016 – Heaven Sent
- 2016 – Breathe You In
- 2017 – Hurt
- 2018 – You Can Count On Me
- 2018 – More Like You
- 2018 – Friday Forever
- 2020 – Figure Eight
- 2021 – 27 Club
- 2021 – Bittersweet
- 2022 – Nobody Said
- 2023 – Blue Eyed Boy

### Apparizioni in compilation
- 2015 – 2015 Warped Tour Compilation
- 2017 – 2017 Warped Tour Compilation

## Videografia

### Video musicali
| Anno | Titolo              | Regista                      |
| ---- | ------------------- | ---------------------------- |
| 2014 | Hourglass           | Chris Elder                  |
| 2014 | Bandaid             | Chris Elder                  |
| 2014 | In Return           | Warwick Hughes               |
| 2014 | White Curtains      | Warwick Hughes               |
| 2016 | Chlorine            | Haus Party                   |
| 2016 | Breathe You In      | Warwick Hughes               |
| 2018 | You Can Count On Me | Adrian Eyre                  |
| 2018 | Friday Forever      | John Floreani Warwick Hughes |
| 2018 | Lavender Bay        | Ryan Sauer                   |